# Joshua Ribera
Joshua Ribera, né le 10 août 1995 à Solihull (Angleterre) et mort le 21 septembre 2013 à Selly Oak, un quartier du sud de Birmingham (Angleterre), se produisant sous les pseudonymes Depzman ou MC Depz, est un rappeur britannique.
Il est considéré par certains comme « un artiste de premier plan sur la scène grime britannique ». Ribera est notamment présent sur de nombreuses grandes chaînes YouTube musicales qui diffusent du grime dans tout le Royaume-Uni, comme JDZMedia, P110 et, la plus grande de toutes, SB.TV.
Le 21 septembre 2013, il est poignardé au cœur à l'extérieur d'une boîte de nuit de Birmingham par Armani Mitchell. Il avait tout juste 18 ans au moment de son assassinat.

## Biographie

### Enfance et famille
Joshua Ribera est né à Solihull (Midlands de l'Ouest, Angleterre) le 10 août 1995, d'Alison Cope et d'Anselm Ribera, qui ont été reconnus coupables de meurtre en 2009. Ribera est à la fois d'origine espagnole et irlandaise du côté de son père.

### Carrière musicale
Il s'est mis sérieusement à la musique après avoir été condamné dans un établissement pour jeunes délinquants pour des faits de vol, et s'est rapidement fait un nom dans le genre du grime.
En 2012, il participe à la compétition de battle-rap « Lord of the Mics » à Londres. Son unique album, 2 Real, est sorti en juillet 2013, et est parvenu à atteindre la première place du classement hip-hop d'iTunes.

### Mort
Le 20 septembre 2013, Ribera assiste à un hommage commémoratif dans une boîte de nuit de Selly Oak organisé pour un de ses amis, Shamz, qui est mort un an plus tôt jour pour jour après avoir été poignardé à la jambe. Au cours de cet événement, Ribera est poignardé au cœur et décède le lendemain, le 21 septembre.
En mars 2014, son assassin, Armani Mitchell, est condamné à la réclusion criminelle à perpétuité, avec une peine de prison minimale de 18 ans.

## Discographie
- 2 Real (2013)